# Янсений, Корнелий
Корне́лий Янсе́ний (лат. Cornelius Jansenius, Корнелиус Янсен, нидерл. Cornelius Jansen; 28 октября 1585 — 6 мая 1638) — знаменитый голландский епископ, основатель католического богословского учения, известного как янсенизм.

## Биография
Корнелий Янсений учился в Сорбонне и в Лувенском университете, где в 1617 году возглавил новый католический колледж.
Янсена особенно занимали вопросы свободы воли и божественной благодати. В 1630 году он стал профессором богословия в Лувене и учил здесь в духе строгого августинизма. Уже в это время ему неоднократно приходилось вступать в спор с иезуитами по поводу различных догматических вопросов. В 1636 году Янсен стал епископом ипрским.
В Ипре он закончил изданное уже после его смерти в 1640 году сочинение: «Augustinus, sive doctrina S-ti Augustini de humanae naturae sanitatae, aegritudine, medicina etc.». В этой книге Янсен выставлял философию Аристотеля виновницей пелагианской ереси и утверждал, совершенно в духе Августина, что человеческая природа порочна, что свободы воли не существует, что спасение человека зависит не от дел его, а от искупляющей силы божественной благодати, что спасутся только те, которые предопределены к спасению.
Хотя Янсен считал себя католиком, кое в чём, включая догмат о предопределении, он сходился с Жаном Кальвином. К его последователям относился французский учёный и философ Блез Паскаль.
При жизни Янсен обнародовал несколько более мелких богословских сочинений, в которых полемизировал с иезуитами, а в 1635 году выпустил памфлет «Mars Gallicus», в котором осуждал Ришельё за поддержку протестантов во время Тридцатилетней войны.
Учение Янсена, изложенное в его книге об Августине, сделалось основанием янсенизма.
В 1653 году янсенизм был осуждён Папой Иннокентием X.